# Ptaszkowo (Bochlin)
Ptaszkowo – kolonia wsi Bochlin w Polsce, położona w województwie zachodniopomorskim, w powiecie goleniowskim, w gminie Nowogard.
W latach 1975–1998 kolonia administracyjnie należała do województwa szczecińskiego.